# Bqennaya
Bqennaya (arabe : بقنايا ) est un village libanais situé dans le caza du Metn au Mont-Liban au Liban. La population est presque exclusivement chrétienne.